# پیتربرو غربی (نیوهمپشایر)
پیتربرو غربی (به انگلیسی: West Peterborough) یک منطقهٔ مسکونی در ایالات متحده آمریکا است که در نیوهمپشایر واقع شده‌است. پیتربرو غربی ۲۶۳٫۰۵ متر بالاتر از سطح دریا قرار دارد.